# Паштицада
Пашти́цада (хорв. Pašticada) — хорватська національна страва з тушкованої яловичини, приготована в спеціальному соусі, популярному в Хорватії.  Її часто називають Далматинська паштицада, адже вона бере початок у Далмації. Це страва для важливих свят, включаючи весілля.  Її зазвичай подають з ньокі або домашньою пастою.

Паштицаду називають вершиною хорватської кухні.

## Рецепт
Це м'ясо терплячого, тривалого, багатоетапного приготування, яке, згідно зі старими рецептами, триває кілька днів. На першому етапі м'ясо витримують в маринаді з ароматизованого оцту. Паштицаду готують з яловичини або телятини. Також відомі паштицади з конини і великої дичини. На другому етапі обсмажують шматок м'яса. На третьому гасять в соусі з вином Прошек з додаванням сухофруктів, найчастіше слив і багатьох спецій, таких як гвоздика, мускатний горіх, лавровий лист і перець. Старі рецепти вимагають, щоб страву не подавали відразу після приготування, незалежно від того, як довго це тривало і на якому б то ні було слабкому вогні. Паштицаду, як кажуть старі майстри, потрібно охолодити, нарізати на кубики, знову обсмажити і подати у власному соусі, який перед цим процідити.

## Історія
Витоки паштицади достеменно не відомі. Найдавніший записаний рецепт з Дубровника датується XV століттям.
У далматинському селі Велико-Брдо, в передгір'ях Біоково над прибережним містом Макарська, паштицада традиційно служить для святкування дня Святого Єроніма, покровителя села, який відзначають 30 вересня.